# Dendrobium hasseltii
Dendrobium hasseltii är en orkidéart som först beskrevs av Carl Ludwig von Blume, och fick sitt nu gällande namn av John Lindley. Dendrobium hasseltii ingår i släktet Dendrobium, och familjen orkidéer. Inga underarter finns listade i Catalogue of Life.